# Karlshamn (commune)
Pour l’article homonyme, voir Karlshamn.
La Commune de Karlshamn est une commune du comté de Blekinge, 31 598 personnes y vivaient en 2003. Son siège se trouve à Karlshamn.

## Localités principales
- Åryd
- Hällaryd
- Karlshamn
- Mörrum
- Svängsta
- Torarp